# Grad zatočišče
Grad zatočišče (tudi pribežališče, ljudski grad, kmečki grad) se imenuje gradu podobna utrdba, običajno obdana z obzidjem obrambnega sistema, ki ni bila stalno naseljena ampak je lokalnemu prebivalstvu služila kot začasni umik pred vojno nevarnostjo. V preteklosti so bili taki objekti imenovani velikanske utrdbe, saj so njihov nastanek pripisovali velikanom.

## Zgodovina
V Evropi so z arheološkimi izkopavanji večkrat naleteli na različno velike utrdbe (običajno s premerom več kot 100 m), ki so jih interpretirali kot utrjena zatočišča. V antičnem zgodovinopisju jih med drugimi, Cezar imenuje oppidum (keltska utrdba, utrjeno mesto, kot naselje latenske obdobja - pozne železne dobe), ki pa je lahko tudi stalna naselbina. Podobne kot obroč zgrajene stene poznajo tudi različni germanski in slovanski narodi, slednji tudi še v srednjem veku. Take utrdbe imenujemo tudi gradišče, gradbeni material je še posebej zemlja, les in kamen, uporabljeni v različnih načinih izvedbe.
Po navadi nimajo stolpov, nekateri imajo vhodnim stolpom podobne nadgradnje. Tovrstna zatočišča so bila v podeželskih naseljih in v primeru napadov sovražnika na voljo številnim prebivalcem iz okolice, medtem ko so bila naselja večinoma žrtev ropanja in uničenja. V primeru obleganja je bilo tako zatočišče opremljeno tudi z zalogami.
Tudi kasneje v srednjem veku so to obliko gradu gradili okoliški kmetje in so bili za podeželsko prebivalstvo kot zaščita pred morilskimi vojnimi hordami. Utrdbe niso imele veliko skupnega z grajenim domovanjem plemiških gradov, pogosto so obsegale le zemeljska dela in lesene palisade primerne višine.
Ker zatočišča večinoma niso bila stalno naseljena in iz netrajnih materialov, jih med arheološkimi izkopavanji pogosto težko identificirajo.
Srednjeveške utrjene cerkve in trdnjavske cerkve so tudi služile kot grad zatočišče. V glavnem so bile uporabljane vaške cerkve, primerno utrjene za začasno zatočišče vaščanov. Zidovi pokopališča so se iz prvotne funkcije razširili v obrambni zid trdnjavske cerkve, zvonik pa je lahko imel tudi vojaško funkcijo.

## Arhitektura
Kmečki značaj gradu, ki je služil podeželski skupnosti le v času nevarnosti, je narekoval njegovo izgradnjo. Tam torej ni bilo stanovanjskega dvorca, čeprav so včasih bile tudi večje zgradbe (stolp na primer). Da bi se ljudem zagotovilo zavetje, so znotraj utrjenih zidov zgradili veliko majhnih enot, ki so služile kmetom kot prostor za bivanje in hrambo najbolj dragocenih stvari. Poudarek je bil na razvoju utrdb – rasle so postopoma skozi stoletja, popolnoma nenačrtovani (brez koncepta), tako v širino (z dodajanjem več obročev sten ali gradbenih razširitev z dodatnimi obrambni jarki) in v višino (z dvigom obrambnih zidov in gradnjo novih stolpov). Stavbe so bile opremljene s pokritimi galerijami, obokanimi okni s polkni za obrambne namene in obdane z jarki. Zdi se, da so se pojavile v njih celo nekatere obrambne naprave, ki bi lahko učinkovito odbijale napadalce, vendar je vredno poudariti, da je večina gradov in kmečkih utrdb redko ohranjena.
Pogosto so bile kmečke grajske utrdbe zgrajen okoli cerkve, kjer so templji (opremljeni z različno obrambno opremo) služil kot glavni element obrambe in zadnja točka upora (take so številne utrjene cerkve v Transilvaniji), kot stolp v gradu. Značilno je, da so se zatočišča nahajala na hribih izven naselja, ob utrjenih cerkvah v centru, čeprav obstajajo izjeme od tega pravila (npr. grad Câlnic, ki se nahaja v dolini v središču vasi, v okrožju Alba in trdnjavska cerkev v Biertanu, ki je bila zgrajena na hribu nad vasjo oba v Romuniji).